# DJ Sammy
DJ Sammy, właśc. Samuel Bouriah (ur. 19 października 1969 roku na Majorce) – hiszpański DJ grający muzykę eurodance.

## Kariera muzyczna
DJ Sammy rozpoczął przygodę z muzyką w 1984 roku w jednym z klubów na Majorce wydając koncerty w klubach jak Alexandra (przebudowany w 1998/99 i obecnie pod nazwą Boomerang), w klubie Banana oraz Zorba. Podczas tego czasu ukończył kolegium nauczycielskie w Mallorca Music College. Był też Dj stacji radiowej. W 1991 spotkał piosenkarkę Marie Jose (Loona) (byli małżeństwem) i od tego czasu wspólnie występowali w klubie Zorba w Palma de Mallorca. W listopadzie 1995 wydał wraz z Looną swój pierwszy singiel "Life is just a game" który znalazł się na liście 10 najlepszych hitów w Hiszpanii. Inne dwa utwory "You're My Angel" i "Prince Of Love" stały się popularne w Niemczech. 
W 1998 DJ Sammy wydał album studyjny zatytułowany Life Is Just A Game, który zdobył pozytywne recenzje w Europie. Jest właścicielem założonej przez siebie wytwórni płytowej Super M Records. 
W 2003 roku wyraził chęć reprezentowania Hiszpanii w 49. Konkursie Piosenki Eurowizji organizowanym w Stambule w maju 2004 roku. 
W 2008 roku współpracował z artystką Soraya Arnelas przy albumie zatytułowanym Sin Miedo.

## Życie prywatne
Był w związku z wokalistką Loona, mają córkę (ur. 10 lutego 2005) jednak ich związek nie przetrwał.

## Dyskografia

### Albumy
- Life Is Just A Game (1998)
- DJ Sammy At Work (1998)
- Heaven (2002)
- The Rise (2005)
- Clubroom (2009)

### Single
- "Life Is Just A Game" 1995
- "You're My Angel" 1996
- "Prince Of Love" 1997
- "Golden Child" 1997
- "Magic Moment" 1998
- "In 2 Eternity" 1999
- "Heaven" 2001 (cover utworu "Heaven" Bryana Adamsa)
- "The Boys of Summer" 2002 (cover utworu Don Henley'a "The Boys of Summer")
- "Sunlight" 2002
- "Rise Again"
- "Why" 2005 (cover utworu "Why" Annie Lennox)
- "L'bby Haba" 2005
- "Everybody Hurts" 2007 (cover "Everybody Hurts" zespołu R.E.M.)
- "Feel The Love" 2009
- "Look For Love" 2011